# Jacobijnenklooster

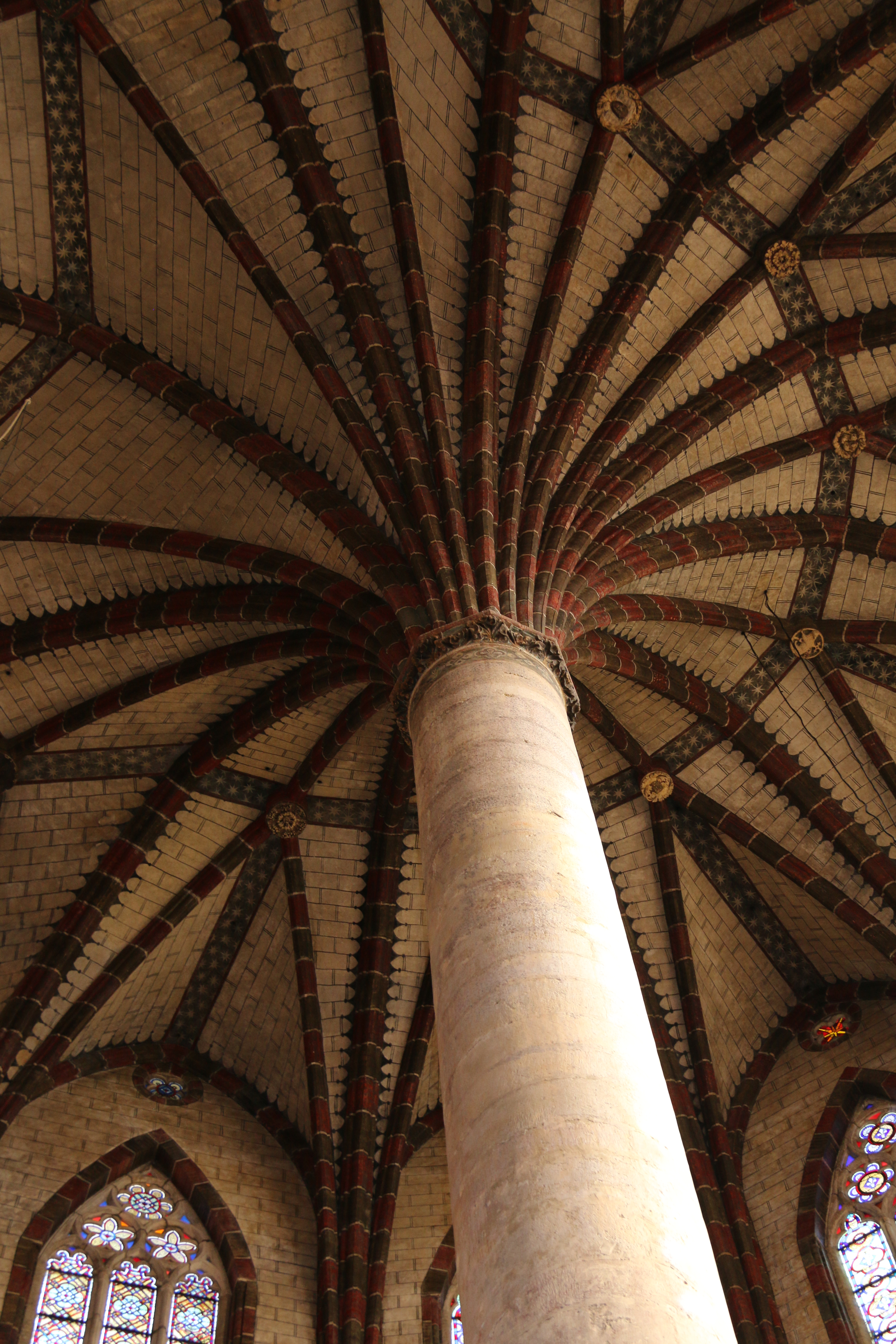
De palmboom in de Eglise des Jacobins

Het Jacobijnenklooster (Couvent des Jacobins) met bijbehorende Jacobijnenkerk (Église des Jacobins) is een voormalig klooster (nu museum) in het centrum van de Franse stad Toulouse.
De bakstenen kerk met achthoekige klokkentoren werd afgewerkt rond 1336 en herbergt sinds 1369 het lichaam van Thomas van Aquino. Het schip heeft twee beuken; zeven zuilen dragen het gewelf van 28 meter hoog. De kerk is vooral bekend om de palmboom, een zuil die een gedraaid gewelf draagt van 22 ingewikkelde nerfpatronen. De kloostergang met tuin heeft een zuilengalerij.